# Стратфорд (Айова)
Стратфорд (англ. Stratford) — місто (англ. city) в США, в округах Гамільтон і Вебстер штату Айова. Населення — 707 осіб (2020).

## Географія
Стратфорд розташований за координатами 42°16′9″ пн. ш. 93°55′38″ зх. д. / 42.26917° пн. ш. 93.92722° зх. д. (42.269123, -93.927241).  За даними Бюро перепису населення США в 2010 році місто мало площу 4,95 км², уся площа — суходіл.

## Демографія
Згідно з переписом 2010 року, у місті мешкали 743 особи в 307 домогосподарствах у складі 183 родин. Густота населення становила 150 осіб/км².  Було 334 помешкання (67/км²).
Расовий склад населення:
| - 99,2 % — білих |

До двох чи більше рас належало 0,8 %. Частка іспаномовних становила 1,3 % від усіх жителів.
За віковим діапазоном населення розподілялося таким чином: 22,2 % — особи молодші 18 років, 50,9 % — особи у віці 18—64 років, 26,9 % — особи у віці 65 років та старші. Медіана віку мешканця становила 46,3 року. На 100 осіб жіночої статі у місті припадало 97,1 чоловіків;  на 100 жінок у віці від 18 років та старших — 88,3 чоловіків також старших 18 років.
Середній дохід на одне домашнє господарство  становив 53 786 доларів США (медіана — 45 250), а середній дохід на одну сім'ю — 67 015 доларів (медіана — 55 114). За межею бідності перебувало 8,4 % осіб, у тому числі 8,3 % дітей у віці до 18 років та 8,4 % осіб у віці 65 років та старших.
Цивільне працевлаштоване населення становило 297 осіб. Основні галузі зайнятості: роздрібна торгівля — 21,9 %, освіта, охорона здоров'я та соціальна допомога — 17,5 %, науковці, спеціалісти, менеджери — 9,8 %, мистецтво, розваги та відпочинок — 9,1 %.